# Net interest margin
Il margine di interesse netto (NIM, dallainglese net interest margin) è una misura della differenza tra i proventi da interessi generati dalle banche o da altri istituti finanziari e l'ammontare degli interessi pagati ai loro istituti di credito (ad esempio depositi) rispetto all'ammontare dei loro risorse. È simile al margine lordo (o margine di profitto lordo) delle società non finanziarie. Di solito si esprime come percentuale di quello che l'istituto finanziario guadagna sui prestiti in un periodo e altre attività meno gli interessi pagati sui fondi presi in prestito divisi per l'importo medio delle attività su cui ha ottenuto il reddito in quel periodo (il guadagno medio risorse). Il margine di interesse netto è simile in concetto a spread di interesse, ma la differenza netta di interesse è la differenza media nominale tra il debito e il tasso di prestito, senza compensare il fatto che le attività di guadagno e i fondi in prestito possono essere strumenti diversi e differiscono volume.